# Triolena hygrophylla
Triolena hygrophylla là một loài thực vật có hoa trong họ Mua. Loài này được (Naudin) L.O. Williams miêu tả khoa học đầu tiên năm 1962.